# 藤井家
藤井家（ふじいけ）は、卜部氏の流れを汲む公家・華族だった家。公家としての家格は半家、華族としての家格は子爵家。

## 歴史
代々平野社預かりを兼ねた家で、神祇大副・卜部兼忠の次男卜部兼国を祖とする。もとは猪熊と号したが、兼充の代の宝永6年（1709年）に藤井に改姓した。
公家としての家格は半家で、従二位 非参議を極位極官とする。江戸時代の家禄は30石。
明治維新後の明治2年（1869年）6月17日の行政官達で公家と大名家が統合されて華族制度が誕生すると藤井家も公家として華族に列した。明治17年（1884年）7月7日の華族令の施行で華族が五爵制になると、同8日に大納言直任の例がない旧堂上家として行道が子爵に叙された。
2代子爵藤井行徳は宮中祗候、白峯宮、松尾神社、平野神社などの各宮司を務める一方、貴族院の子爵議員にも当選して務めた。
3代子爵藤井兼誼の代に京都市上京区東竹屋町にあった。